# Campo de Borja
|  | Aquest article tracta sobre la denominació vinícola. Si cerqueu la comarca, vegeu «Camp de Borja». |

Campo de Borja és una zona vinícola amb Denominació d'Origen (DO) a la comarca del Camp de Borja, de la província de Saragossa i que té la ciutat de Borja (Aragó) com a centre. Aquesta DO es compon de 16 municipis, té una extensió de 6.270 hectàrees i compta amb 15 bodegues inscrites. El 1980 és la data d'obtenció de la qualificació de denominació d'origen. Aquesta DO es caracteritza per unes vinyes plantades entre 350 i 700 metres sobre el nivell del mar, els sòls són calcaris i rics en nutrients. El clima és continental i compta amb una pluviometria d'entre 350 i 450 mm anuals. Les varietats de vinya usades són el cabernet sauvignon, merlot, syrah, chardonnay, ull de llebre, garnatxa, moscatell, macabeu i samsó.

## Cellers
- Borsao
- Bodegas Aragonesas
- Bodegas Caytusa
- Bodegas Mareca
- Bodegas Bordejé